# Guayana británica en los Juegos Olímpicos de Tokio 1964
Guayana británica (actualmente Guyana) estuvo representada en los Juegos Olímpicos de Tokio 1964 por un deportista masculino que compitió en halterofilia.
El equipo olímpico no obtuvo ninguna medalla en estos Juegos.